# Wai Khru
Wai Khru (Thai: พิธีไหว้ครู – Phithi Wai Khru, „Wai-Khru-Zeremonie“) ist eine traditionelle Zeremonie in Thailand. Sie dient dazu, den Lehrern (Khru) seinen Respekt zu bezeugen (Wai).

## Allgemeines
Der Wai (Thai: ไหว้) ist eine traditionelle Geste, die in Thailand üblich ist. Sie ist sowohl eine Grußhandlung als auch ein Zeichen besonderen Dankes oder der Entschuldigung.
Die Worte von Ernest Young, die er bereits vor über 100 Jahren in seinem Buch „The Kingdom of the Yellow Robe“ schrieb, treffen noch im 21. Jahrhundert zu:
Der Terminus „Khru“ (Thai: ครู – Lehrer) ist in Thailand ein Titel, der höchsten Respekt sowohl von Eltern als auch von Schülern abverlangt. Er wird sowohl im privaten Gespräch wie auch in der Öffentlichkeit gezeigt. Im alten Siam konnte Bildung für alle Menschen außerhalb der königlichen Familie nur im Kloster erworben werden. Mönche waren die Lehrer, so wie es noch heute meist der Fall ist. Es scheint, dass – als das Amt von den geistigen Würdenträgern auf die Laien übergegangen ist – gleichzeitig ein Teil der Atmosphäre der Verehrung, wie sie mit der Priesterschaft in Verbindung gebracht wird, mit übertragen wurde.

## Wai Khru an Schulen und Universitäten

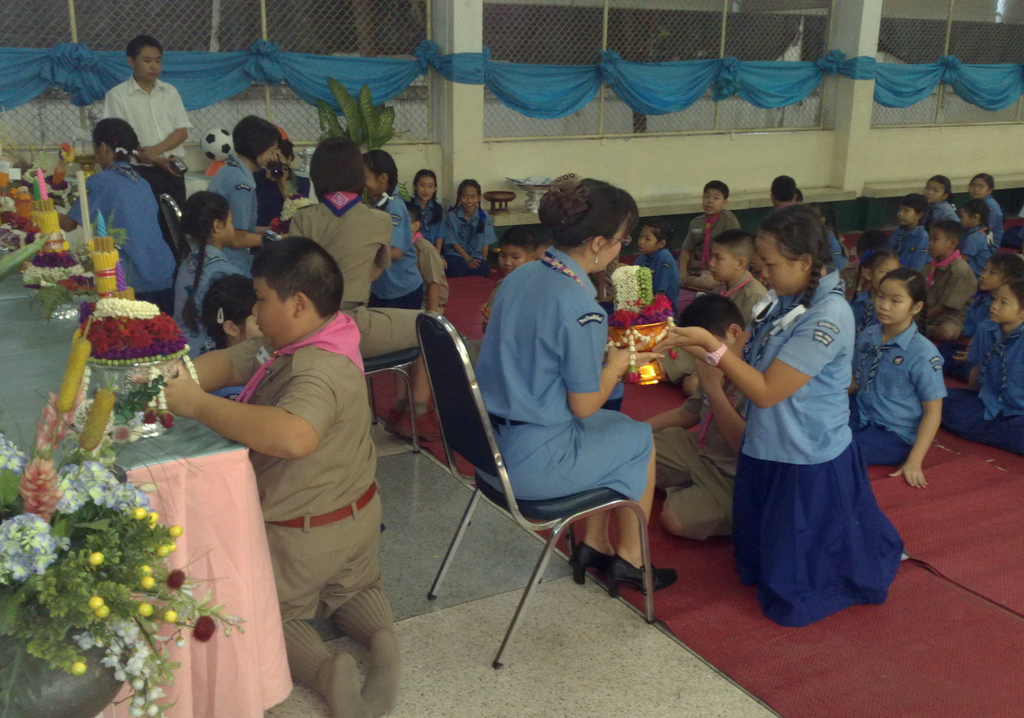
Wai-Khru-Zeremonie 2009 der Wachirawit-Schule, Chiang Mai

An thailändischen Schulen und Universitäten wird die Wai Khru-Zeremonie einmal im Jahr zu Beginn des neuen Akademischen Jahrs durchgeführt.

### Datum
Ein festes Datum gibt es nicht, allerdings findet die Zeremonie normalerweise an einem Donnerstag (Thai: วันพฤหัสบดี – Wan Paruehat) statt, da dieser Tag traditionell mit dem Planeten Jupiter (Phra Paruhasabodi) (Thai: พระพฤหัสบดี, [pʰrá pʰárʉ́hàtsàbɔːdiː] – kurz Phra Paruhat [pʰrá pʰárʉ́hàt]), in Verbindung gebracht wird. Phra Paruhat ist der Kaplan der Gottheiten und Lehrer von Indra. Phra Paruhat wurde wohl vor langer Zeit aus Indien übernommen, dort ist Brihaspati (Bṛhaspati; Devanagari: बृहस्पति) der Name einer Gottheit aus der Rigveda. Er ist die Personifizierung der Frömmigkeit und Religion.

### Ablauf
Zuerst wird die Königshymne (Phleng Sanrasoen Phra Barami) angestimmt, sodann werden von den Schülern einige Sutren zitiert. Der Rektor kann dabei auch an einer Art Altar ein paar Räucherstäbchen anzünden. Anschließend geht jeder Schüler vor den in einer Reihe sitzenden Lehrern vorbei, grüßt sie mit einem respektvollen Wai und überreicht ihnen ein kleines Blumengebinde, das bereits am Vortag vorbereitet wurde.
Traditionell werden dabei bestimmte Blumensorten bevorzugt, wie zum Beispiel die Blüten der Aubergine (Thai: มะเขือ, Solanum melongena) oder das Hundszahngras Cynodon dactylon (Thai: หญ้าแพรก – Ya-phraek, auch: Bermudagras). Die Aubergine wird genommen, da sich die Zweige mit den Blüten nach unten biegen, so wie sich ein respektvoller Schüler vor dem Lehrer verbeugt. Das Bermudagras steht für Geduld und Durchhaltevermögen, da es zwar verwelkt aussieht, obwohl es in voller Blüte steht.
An vielen Schulen und Universitäten ist es üblich, dass die Schüler sich ihren Lehrern nur auf Knien rutschend nähern. Vor den Lehrern verbeugen sie sich nach traditioneller Art (Thai: กราบ – Krab), indem sie mit „den fünf Gliedern des Körpers“ den Boden berühren: der Stirn, den beiden Handflächen und den beiden Knien.

## Wai Khru Ram Muay

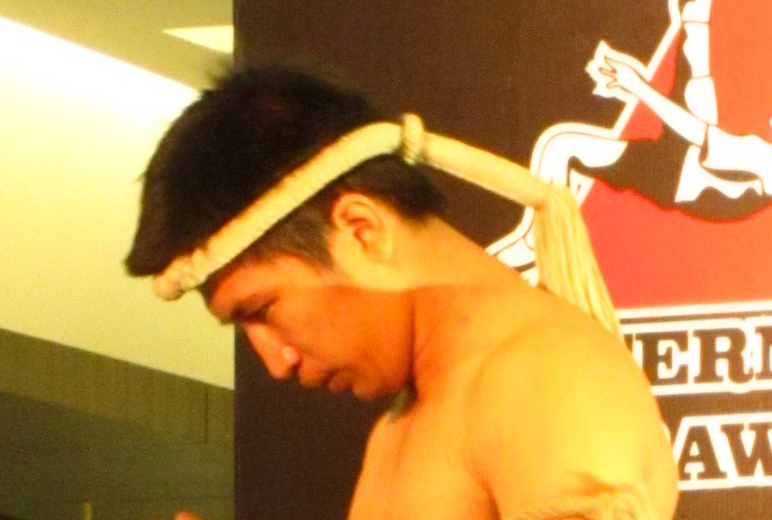
Muay-Thai-Kämpfer mit Mongkon beim Wai Khru

Vor jedem Kampf der traditionellen Kampfsportart Thailands, dem Muay Thai Boran, bewegen sich beide Kämpfer im Ring zu einer speziellen Musik, die von einem kleinen Ensemble von Musikern mit klassischen Instrumenten intoniert wird. Die Musik hält während des gesamten Kampfes an. Dieser Tanz (Thai: รำ – Ram) wird „Wai Khru Ram Muay“ genannt, er soll die Trainer der Kämpfer ehren und ihnen Respekt zollen. Im weiteren Sinne wird dadurch von den Kämpfern seiner Familie, der Religion, dem Sport allgemein und dem „Geist des Kampfes“ Achtung entgegengebracht.

## Weitere Zeremonien
Besonders aufwändig sind die Zeremonien, die den Lehrern von Musikern, Schauspielern und Tänzern entgegengebracht werden.